# LEO 3
LEO 3 oder LEO III ist ein Shared-Memory-Cluster-Supercomputer an der Universität Innsbruck.
LEO 3 stellt die dritte Ausbaustufe dieses Clusters dar und wurde 2011 installiert.
2015 wurde das Cluster nochmal erweitert und wird jetzt LEO 3E genannt.
Der Vorgänger LEO 2 stammt aus 2009 und ist nicht mehr in Betrieb.
Das Computersystem hat einen Energiebedarf von 40 kW, 750.000 €  Auftragswert und 18 TFLOPS Gesamtleistung.

## LEO 3
Technische Daten des LEO 3:
- 4 NAS Server mit 61 TB Speicherplatz und einem  GPFS-Dateisystem, 2800 MByte/s Durchsatz
- 326 CPU's  Intel XeonX5650 (jeweils 6 Kerne) in 162 Knoten mit jeweils 24 GB RAM
- 1956 Kerne gesamt, 2 GB/Core Hauptspeicher, gesamt 3792 GB
- 6 Nvidia Tesla M2090 mit je 3072 CUDA Cores
- Infiniband QDR 40 GBit/s Vernetzung
- Es handelt sich um eine IBM iDataplex-Rack-Installation in  6 Racks

## LEO 3E
Erweiterung LEO 3E von 2015:
- 45 Knoten  mit jeweils 2 Intel Xeon (Haswell) Prozessen mit je 10 Kernen und 64 GB Hauptspeicher  2 CPU * 10 Kerne, 2 Knoten mit jeweils 512 GB RAM
- 900 Kerne, zusammen 3776 GB RAM Gesamt und 54 TB Massenspeicher